# سیبیای زیبا
سیبیای زیبا (نام علمی: Heterophasia pulchella) نام یک گونه از سرده سیبیا است.